# Фридлянд, Семён Осипович
Семён Осипович Фридлянд (15 (28) августа 1905, Киев — 14 февраля 1964, Москва) — советский фотограф и журналист.

## Биография
Родился в 1905 году в Киеве в семье еврея-сапожника Осипа Моисеевича Фридлянда.
В 1922 году окончил семилетнюю школу. С 1925 года работал в журнале «Огонёк», которым в то время руководил его двоюродный брат, известный советский журналист и писатель Михаил Кольцов, — сначала помощником фоторепортёра, а затем фотокорреспондентом. В 1930 году перешёл в фотоагентство «Унион» (впоследствии «Союзфото»), где работал до 1932 года фоторепортёром, редактором и заведующим массовым отделом.
В 1932 году окончил операторский факультет Государственного института кинематографии.
С 1932 года работал в журнале «СССР на стройке». С 1933 года — фотокорреспондент центральной партийной ежедневной газеты «Правда». В конце 1930-х годов — председатель Ассоциации московских фоторепортёров.
В годы Великой Отечественной войны — фотокорреспондент Совинформбюро. В 1950-х годах — заведующий отделом фотографии журнала «Огонёк».
Приходится двоюродным братом также известному советскому художнику-карикатуристу Борису Ефимову.
Похоронен на Донском кладбище.

## Награды, премии и почётные звания
- На выставке «10 лет советской фотографии» был награждён дипломом 1-й степени.

## Книги с участием С. Фридлянда
- Антология советской фотографии: 1917—1940. — М.: Планета, 1986.

## Известные работы
- Фотопортрет «Еврей-пасечник» — впервые был показан публике на выставке работ мастеров советского фотоискусства в Москве (1935)

Многотысячный архив фотографий находится в библиотеке Университета Денвера и доступен в электронном виде.